# Lisbeth Nyborg
Lisbeth Nyborg, född 15 april 1887, var en norsk skådespelare.
Nyborg filmdebuterade 1932 i Rasmus Breisteins Skjærgårdsflirt. Hon medverkade i sammanlagt fem filmer 1932–1943. Hon var också engagerad vid Det Nye Teater som skådespelare och sufflör.

## Filmografi
- 1932 – Skjærgårdsflirt – Augusta Østerholm
- 1934 – Liv – bondhustru
- 1939 – De värnlösa – Myrbråtens hustru
- 1941 – Gullfjellet – Berte Kanten
- 1943 – Vigdis – en småbrukarhustru